# Mogic Engine
Mogic Engine（モジックエンジン）は、NECが開発した日本語入力システムである。NECおよび同社とカシオ日立モバイルコミュニケーションズが事業統合して設立されたNECカシオモバイルコミュニケーションズのNTTドコモやソフトバンクモバイル向け携帯電話に搭載されていた。

## 概要
Mogic Engine以前のNEC製携帯電話の日本語入力システムと比較すると従来機に搭載の予測変換システムの「ワード予測」では初期状態において単語が呈示されなかったのに対してMogic Engineの予測変換機能では初期状態でも変換時および確定時に呈示されるようになった。また英数字を入力する際に英数字モードに切り替えずに対応するひらがなを入力してから英数キーを押すことで入力が可能なモードレス入力や「あいまい予測」にも対応している。NECの携帯電話ではT9との組み合わせで搭載される。+ATOK(ATOK+APOT)などでは不可能な予測変換候補の削除も可能である。
ソニー・エリクソンの機種がソニー開発のPOBoxを搭載しているのを除けば他の携帯電話開発メーカーが日本語入力システム開発を外部委託する中、NECはかつて発売していたワードプロセッサ『文豪』シリーズのノウハウを生かし、Mogic Engine以前にもCanna（後にオープンソース化）など日本語入力システムを自社開発を継続していた。Mogic Engineが最初に搭載されたのはN902iSで、以降バージョンアップが進み、N-06Aなどに搭載された"Mogic Engine V"においては変換候補が時間と連動するようになっている。
2009年以降はNTTドコモのFOMA共通プラットフォームのオペレータパック(OPP)の日本語入力システムに標準でiWnnが採用されており、NECカシオ製端末でも同様である。ただし2010年発売のN-03BやN-06BはMOAPプラットフォームのためMogic Engine Vが採用されている。